# Kjeld Stub
Kjeld Stub (født 10. december 1607 i Varberg, død 20. april 1663) var en dansk præst og officer.
Han var søn af præsten Laurids Stub, gik i skole i Landskrona og Slagelse, men udgik fra Københavns Skole 1626. Senere rejste han udenlands, tog kejserlig krigstjeneste i Brabant, og avancerede til ingeniørkaptajn, men vendte hjem 1631 og blev øverste hører ved Københavns Skole. Efter et par år drog han igen udenlands, til Nederlandene og Frankrig, nu som informatør for den norske adelsmand Gunde Langes barn og tillige understøttet af Ove Gjedde. I 1632 findes han innskrevet ved universitetet i Leiden som "stud. math."
Efter at have gjort endnu en rejse, som informator for statholder Christoffer Urnes barn, tog han 1635 magistergraden i København. Samme år blev han udnævnt til sognepræst i Christiania. Efter 6 år byttede han embede med sognepræsten i Ullensaker, Trugels Nielsen, efter at være kommet i strid med borgmester Lauritz Ruus.
Da Torstenson-krigen med Sverige brød ud, fik man brug for Stubs militære erfaring. Hannibal Sehested opsøgte ham straks ved krigens begyndelse i januar 1644 på Ullensaker præstegård. Under krigen holdt han titel af statholderens "Kammerraad". Han virkede særlig som ingeniør, som ved anlægget af en større skanse ved Eidskog kirke. Han havde også ansvaret for grænsebevogtningen. Efter krigen vendte Stub tilbage til sit præstekald og blev 1647 provst over Øvre Romerike og Solør.
Han var gift første gang med Karen Glostrup (død 1641), datter af biskoppen i Christiania, anden gang med Gunhild Andersdatter, og tredje gang med Maren Michaelsdatter. Han var svigerfar til Colbjørn Torstensen Arneberg.